# Darius Adams
Darius Anthony Adams (ur. 14 kwietnia 1989 w Decatur) – amerykański koszykarz, występujący na pozycji rozgrywającego, posiadający także bułgarskie obywatelstwo, obecnie zawodnik Qingdao Eagles.
W 2015 reprezentował Brooklyn Nets podczas rozgrywek letniej ligi NBA. Rok później występował w barwach Orlando Magic.

## Osiągnięcia
Stan na 7 listopada 2019, na podstawie, o ile nie zaznaczono inaczej.
College
- Uczestnik rozgrywek:
- MVP meczu gwiazd NCAA Division II (2011)
- Zaliczony do:
  - I składu:
    - turnieju NJCAA Diviion II (2009)
    - regionu środkowo-zachodniego NCAA Division II (2010 przez Daktronics, 2011 przez NABC)
    - GLVC (2011)
- II składu:
  - NCAA Division II All-America (2011 przez Daktronics)
  - GLVC (2010)

Drużynowe
- Mistrz Chin (2017)
- Wicemistrz Chin (2019)
- Zdobywca Pucharu Mistrzów Azji (2016)
- Finalista Pucharu Mistrzów Azji (2017)
- 4. miejsce:
  - w Eurolidze (2016)
  - podczas mistrzostw Hiszpanii (2016)

Indywidualne
(* nagrody przyznane przez portale eurobasket.com, latinbasket.com, asia-basket.com)
- MVP:
  - zagraniczny chińskiej ligi CBA (2019)
  - finałów chińskiej ligi CBA (2017)
  - meczu gwiazd ligi wenezuelskiej (2012)
  - Pucharu Mistrzów Azji (2017)*
  - miesiąca ligi ukraińskiej (marzec – 2013)
  - kolejki:
    - Euroligi (3 – 2015/2016)
    - Eurocup (5 – 2014/2015)
    - Ligi Endesa (22, 29, 32 – 2015/2016)
    - chińskiej ligi CBA (5x – 2017/2018, 8x – 2018/2019)
- Najlepszy:
  - ofensywny zawodnik ligi niemieckiej (2014)
  - zawodnik*:
    - zagraniczny ligi hiszpańskiej (2016)
    - występujący na pozycji obronnej:
      - ligi:
        - hiszpańskiej (2016)
        - niemieckiej (2014)

      - Pucharu Mistrzów Azji (2017)
- Zaliczony do:
  - I składu:
    - ligi hiszpańskiej (2016)
    - Pucharu Mistrzów Azji (2016, 2017)*
    - ligi chińskiej (2017, 2018)*
    - zawodników zagranicznych ligi*:
      - niemieckiej (2014)
      - hiszpańskiej (2016)
      - chińskiej (2017)

  - II składu ligi*:
    - wenezuelskiej (2012)
    - dominikańskiej (2012)
    - niemieckiej (2014)

  - składu honorable mention All-Europe (2016)*
- Uczestnik meczu gwiazd ligi:
  - wenezuelskiej (2012)
  - francuskiej LNB Pro A (2015)
- Lider:
  - strzelców:
    - chińskiej ligi CBA (2018)
    - hiszpańskiej Ligi Endesa (2016)
    - niemieckiej ligi BBL (2014)

  - w przechwytach chińskiej ligi CBA (2018, 2019)